# Rainer Hamann

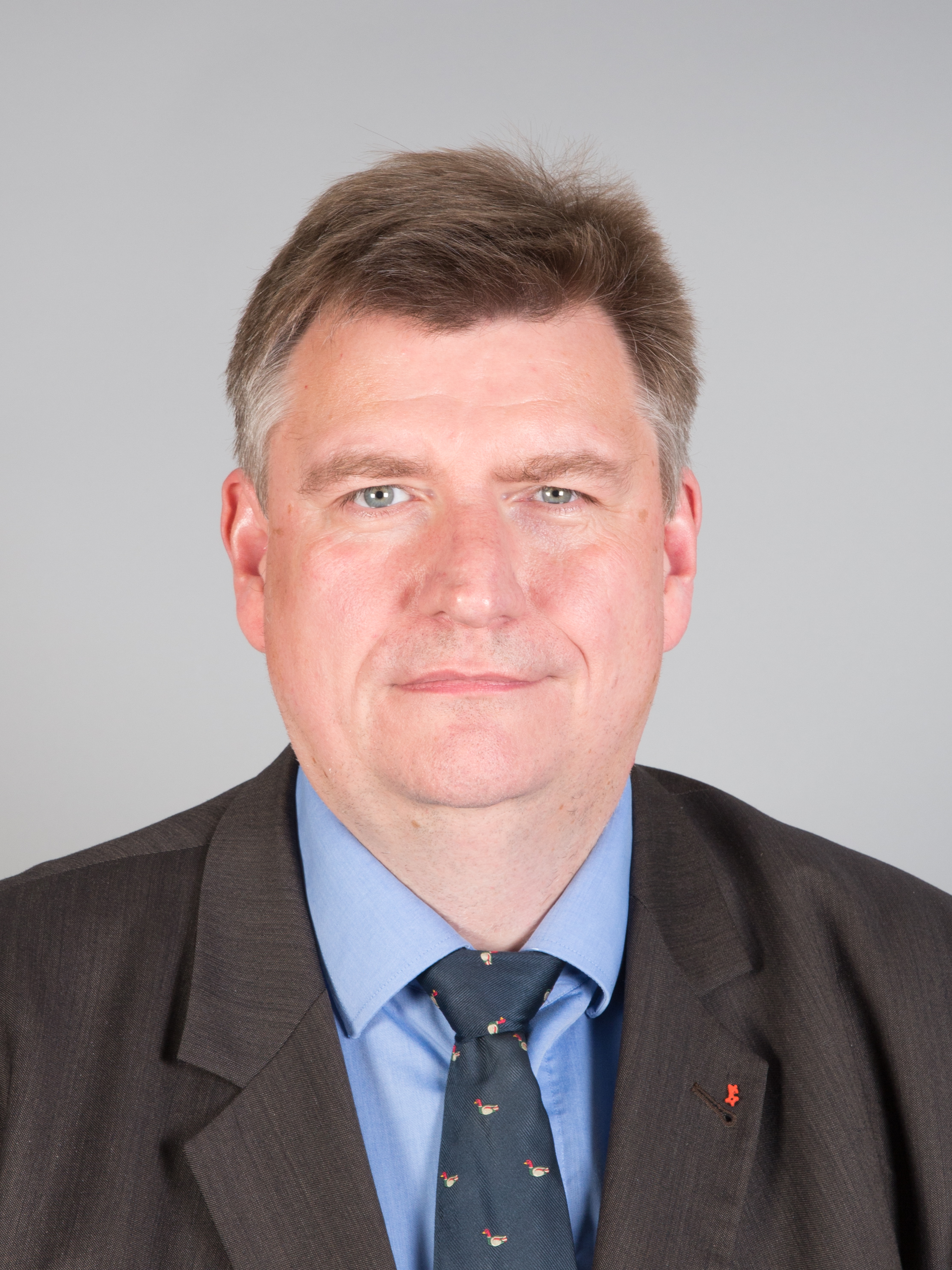
Rainer Hamann, 2014

Rainer Hamann (* 25. November 1964 in Bremen) ist ein deutscher Informatiker, Bremer Politiker (SPD) und war Mitglied der Bremischen Bürgerschaft.

## Biografie

### Familie, Ausbildung und Beruf
Hamann absolvierte 1984 sein Abitur am Schoofmoor Gymnasium in Lilienthal. Daraufhin studierte er Informatik. Nach dem Studium war er zunächst bei der Firma Comp_u_net in Hamburg im EDV-Benutzer-Service beschäftigt, anschließend bei der Xerox AG als Technical Account Manager im Bereich Dokumenten Management Systems. Zurzeit ist er selbstständiger Softwareentwickler und Dozent für verschiedene Bildungsträger im Bereich EDV und Wirtschaft.
Hamann ist verheiratet und wohnt in Bremen - Schwachhausen.

### Politik
Hamann ist Mitglied der SPD. Er war in der 16. Wahlperiode Mitglied im Ortsbeirat von Schwachhausen. Außerdem ist er Ortsvereinsvorsitzender der SPD in Schwachhausen Süd/Ost.
Von 2007 bis 2019 war er Mitglied der Bremischen Bürgerschaft. 
Dort war er vertreten im
Ausschuss für Bürgerbeteiligung, bürgerschaftliches Engagement und Beiräte (Stadt),
Ausschuss für Wissenschaft, Medien, Datenschutz und Informationsfreiheit,
Petitionsausschuss (Land und Stadt) und in den
Betriebsausschüssen Stadtbibliothek Bremen und Bremer Volkshochschule sowie in der
staatlichen Deputation für Umwelt, Bau, Verkehr, Stadtentwicklung und Energie und der
staatlichen und städtischen Deputation für Gesundheit.

Er war Sprecher für Datenschutz, Informationsfreiheit und Medien der SPD-Bürgerschaftsfraktion.